# Коко (Сейшельські острови)
Коко (англ. Cocos / фр. Île aux Cocos) — невеликий острівець в Індійському океані, входить до Північно-Східної групи Внутрішніх Сейшельських островів.
Острів Коко є невеликою гранітною скелею, довжина його з півночі на південь становить 120 м, ширина з заходу на схід — 245 м. Острів лежить за 0,5 км на північ від острова Фелісіте. Інші сусідні острови — Вест-Сістер (Птіт-Сьор) та Іст-Сістер (Гранд-Сьор) на півночі.
Острів популярний серед любителів підводного плавання. З 1996 року є частиною морського національного парку.